# White Lion
White Lion war eine US-amerikanische Rockband, die 1983 in New York von dem dänischen Sänger Mike Tramp sowie dem amerikanischen Gitarristen Vito Bratta gegründet wurde. Sie verschrieben sich dem zu ihrer Zeit immer mehr aufkommenden melodischen Hard Rock und Glam Metal der achtziger Jahre.

## Biographie

### Fight to Survive – Die Anfänge
Im Jahr 1982 zog der Sänger Mike Tramp von Dänemark nach New York. Kurze Zeit später traf er auf den Gitarristen Vito Bratta und sie entschieden sich, eine Rockband mit dem Namen White Lion zu gründen. Sie gewannen den Bassisten Bruce Terkildsen und den Schlagzeuger Mike Arbeny für ihr Projekt. Ende des Jahres 1983 stieß mit Bruno Ravel ein Bassist dazu, weshalb sie noch im gleichen Jahr ihr Debütalbum Fight To Survive aufnahmen, das ihrer Plattenfirma Elektra Records jedoch nicht gefiel und deshalb zunächst unveröffentlicht blieb. Während der Studioaufnahmen kam es zu einem Besetzungswechsel: Bruce Terkildsen, Bruno Ravel und Mike Arbeny verließen die Band, der Bassist Felix Robinson und der Schlagzeuger Nicki Capozzi kamen dazu.
Das Album Fight to Survive wurde von RCA gekauft und 1984 in Japan veröffentlicht. Das amerikanische Independent-Label Grand Slamm Records veröffentlichte es dann am 9. November 1985 in den USA. Wegen der Streitigkeiten mit der Plattenfirma und der wirtschaftlichen Unsicherheit der Band verließen Capozzi und Robinson White Lion und wurden durch den Drummer Greg D’Angelo (Ex-Anthrax) und Dave Spitz (dem Bruder des Anthrax-Gitarristen Dan Spitz) ersetzt. Nach nur wenigen Wochen entschied sich Dave Spitz, die Band zu verlassen und zu Black Sabbath zu wechseln. Daraufhin kam James LoMenzo als Bassgitarrist dazu.

### Der Aufstieg
Im Jahr 1987 unterschrieben White Lion einen Plattenvertrag bei Atlantic Records und am 21. Juni desselben Jahres erschien ihr Album Pride. Die erste Singleauskopplung Wait wurde am 1. Juni 1987 veröffentlicht und lag sieben Monate lang unbeachtet in den Regalen.
In den darauffolgenden anderthalb Jahren tourten sie als Vorgruppe von Bands wie Aerosmith, Ozzy Osbourne, Stryper, KISS und AC/DC. Während ihrer Tour mit AC/DC schaffte die Band es, mit der Singleauskopplung ihres Songs Wait auf Platz sechs der Charts zu klettern. Auch das Album Pride erreichte eine Chartplatzierung. Pride kletterte in den Longplayer Charts auf Platz elf und blieb ein ganzes Jahr in den Billboard Top-200.
Im August 1988 erreichte die zweite Single Tell Me Platz 58. Die dritte Singleauskopplung When the Children Cry erreichte Platz drei. Der Erfolg der drei Singles führte dazu, dass mehr als 2.000.000 Alben verkauft wurden.

### Der Anfang vom Ende
Im August 1989 veröffentlichten White Lion ihr drittes Album Big Game, welches die Singles Little Fighter, Cry for Freedom und Radar Love (ein Cover von Golden Earring) enthielt. Das Album erreichte schnell Gold, aber ohne einen richtigen Singlehit erreichte es nur Platz 19.
Das Album Mane Attraction erschien im Sommer 1991. Es sollte musikalisch zurück zu den Wurzeln gehen, also zum melodischen Hardrock mit eingängigen Gitarrenriffs. Doch es wurde von den Fans nicht angenommen und schaffte nicht, wie die beiden zuvor veröffentlichten Alben, den Sprung unter die Top-20. Greg D’Angelo und James LoMenzo verließen die Band kurz nach der Veröffentlichung von Mane Attraction aufgrund „musikalischer Differenzen“. White Lion verpflichtete den Bassisten Tommy T-Bone Caradonna und den späteren Megadeth-Schlagzeuger Jimmy DeGrasso. Nach der Tour zum Album entschieden sich Tramp und Bratta im September 1991, die Band aufzulösen.

### Mike Tramp’s White Lion
Im Jahre 2003 versuchte Mike Tramp eine Reunion der Band mit Vito Bratta. Doch der Versuch scheiterte am Unwillen Brattas. Im März 2005 tourte Mike Tramp mit Mike Tramp’s White Lion für zwei Monate in Amerika. Von diesen Konzerten wurden die besten Aufnahmen als Doppel-Live-CD Rocking the U.S.A. veröffentlicht. Im Jahr 2006 tourte er auch in Europa.

### White Lion mit Mike Tramp
Im März 2008 erschien bei Frontiers Records das neue Studioalbum Return of the Pride mit Mike Tramp unter dem alten Bandnamen White Lion. Weitere Musiker sind: Jamie Law (Gitarre), Troy Patrick Farrell (Schlagzeug), Claus Langeskov (Bass) und Henning Wanner (Keyboards).

## Diskografie

### Studioalben
| Jahr | Titel                  | Höchstplatzierung, Gesamtwochen, AuszeichnungChartplatzierungen (Jahr, Titel, Platzierungen, Wochen, Auszeichnungen, Anmerkungen) | Höchstplatzierung, Gesamtwochen, AuszeichnungChartplatzierungen (Jahr, Titel, Platzierungen, Wochen, Auszeichnungen, Anmerkungen) | Höchstplatzierung, Gesamtwochen, AuszeichnungChartplatzierungen (Jahr, Titel, Platzierungen, Wochen, Auszeichnungen, Anmerkungen) | Höchstplatzierung, Gesamtwochen, AuszeichnungChartplatzierungen (Jahr, Titel, Platzierungen, Wochen, Auszeichnungen, Anmerkungen) | Anmerkungen                            |
| Jahr | Titel                  | DE | CH | UK | US | Anmerkungen                            |
| ---- | ---------------------- | --- | --- | --- | --- | -------------------------------------- |
| 1985 | Fight to Survive       | — | — | — | US151 (14 Wo.)US | Erstveröffentlichung: 9. November 1985 |
| 1987 | Pride                  | — | — | — | US11 ×2Doppelplatin · (86 Wo.)US                                                                                                  | Erstveröffentlichung: 21. Juni 1987    |
| 1989 | Big Game               | DE38 (15 Wo.)DE | CH16 (7 Wo.)CH | UK47 (1 Wo.)UK | US19 Gold · (26 Wo.)US | Erstveröffentlichung: 10. August 1989  |
| 1991 | Mane Attraction        | DE35 (11 Wo.)DE | CH11 (7 Wo.)CH | UK31 (2 Wo.)UK | US61 (13 Wo.)US | Erstveröffentlichung: 20. April 1991   |
| 1999 | Remembering White Lion | — | — | — | — | Erstveröffentlichung: 5. Oktober 1999  |
| 2008 | Return of the Pride    | — | — | — | — | Erstveröffentlichung: 14. März 2008    |

### Livealben
- 2006: Rocking the U.S.A.

### Kompilationen
- 1992: The Best of White Lion
- 2002: The Essentials: White Lion
- 2003: Hits
- 2005: Rhino Hi-Five: White Lion
- 2006: Anthology 83-89
- 2007: The Definitive Rock Collection

### Singles
| Jahr | Titel Album                        | Höchstplatzierung, Gesamtwochen, AuszeichnungChartplatzierungen (Jahr, Titel, Album, Platzierungen, Wochen, Auszeichnungen, Anmerkungen) | Höchstplatzierung, Gesamtwochen, AuszeichnungChartplatzierungen (Jahr, Titel, Album, Platzierungen, Wochen, Auszeichnungen, Anmerkungen) | Anmerkungen                        |
| Jahr | Titel Album                        | UK | US | Anmerkungen                        |
| ---- | ---------------------------------- | --- | --- | ---------------------------------- |
| 1987 | Wait Pride                         | UK88 (3 Wo.)UK | US8 (21 Wo.)US | Erstveröffentlichung: 1. Juni 1987 |
| 1988 | Tell Me Pride                      | — | US58 (11 Wo.)US | Erstveröffentlichung: Juni 1988    |
| 1988 | When the Children Cry Pride        | UK88 (1 Wo.)UK | US3 (23 Wo.)US | Erstveröffentlichung: Oktober 1988 |
| 1989 | Little Fighter Big Game            | — | US52 (14 Wo.)US | Erstveröffentlichung: Juni 1989    |
| 1989 | Radar Love Big Game                | — | US59 (13 Wo.)US | Erstveröffentlichung: Oktober 1989 |
| 1991 | Lights and Thunder Mane Attraction | UK95 (1 Wo.)UK | — | Erstveröffentlichung: März 1991    |

Weitere Singles
- 1985: Broken Heart
- 1988: All You Need Is Rock ‘N’ Roll
- 1990: Cry for Freedom
- 1990: Goin’ Home Tonight
- 1991: Broken Heart ’91
- 1991: Love Don’t Come Easy
- 2008: Dream
- 2008: Live Your Life

## Videoalben und Musikvideos

### Videoalben
- 1988: Live at the Ritz
- 1988: One Night in Tokyo
- 1991: Escape from Brooklyn
- 2005: Concert Anthology 1987–1991
- 2008: Bang Your Head Festival 2005

### Musikvideos
- 1985: Broken Heart
- 1988: Wait
- 1988: Tell Me
- 1988: When the Children Cry
- 1989: Little Fighter
- 1989: Radar Love
- 1990: Cry for Freedom
- 1991: Broken Heart
- 1991: Love Don’t Come Easy
- 2005: Lights and Thunder (Live Video)